# Rak dojke
Rak dojke je najčešći zloćudni tumor u žena u svijetu koji nastaje kad normalne žljezdane stanice dojke promijene svojstva te počnu nekontrolirano rasti, umnožavati se i uništavati okolno zdravo tkivo. Broj oboljelih žena raste s dobi i u Hrvatskoj je vodeći uzrok smrti zbog raka. Prema podatcima Registra za rak Hrvatske (Hrvatski zavod za javno zdravstvo), godišnje u Hrvatskoj od raka dojke obolijeva oko 2300 žena. Rak dojke je i najčešći uzrok smrti žena u Hrvatskoj od raka, a godišnje umire preko 800 žena. Očekuje se daljnji trend porasta broja oboljelih u Hrvatskoj. Od raka dojke najčešće obolijevaju žene iznad 50. godine života, ali mogu oboljeti i žene mlađe dobi. Zemlje koje su rano počele s organiziranim programima ranog otkrivanja raka dojke (palpacija i mamografija) već imaju prisutan pad smrtnosti.
U Hrvatskoj je 18. listopada 2006. počela provedba nacionalnog programa prevencije raka dojke u kojem su sve žene u dobi 50 do 69 godina bile pozvane na preventivni mamografski pregled. Cilj programa je smanjiti smrtnost od raka dojke za najmanje 25 %. Od raka dojke mogu oboljeti i muškarci, ali je rak dojke stotinu puta češći kod žena, nego u muškaraca.

Od ukupnog broja pregleda dojki u 2011. godini zabilježeno je 10,6 % onih s patološkim nalazom što je povećanje u odnosu na prethodnu godinu (5,4 %).
Dojka se sastoji od žljezdanog i potpornog tkiva. Žljezdano tkivo čine mliječne žlijezde i mliječni kanali, a potporno čine masno i vezivno tkivo. Najveći broj karcinoma dojke javlja se u gornjem vanjskom kvadrantu i izdancima žljezdanog tkiva usmjerenim prema aksili (pazušnoj jami). 
Zloćudni tumori dojke najčešće su epitelnog porijekla. Mogu nastati iz epitela kanalića (90 %) ili epitela režnjića (10 %), a oba se dijele na one koji nisu probili bazalnu membranu (neinfiltrirajući in situ) i na one koji su se probili (infiltrirajući).

## Histološka klasifikacija
Neinvanzivni oblici raka dojke
- neinfiltrirajući duktalni Carcinoma in situ
- neinfiltrirajući lobularni Carcinoma in situ
- neinfiltrirajući papilarni

Invazivni oblici raka dojke
- infiltrirajući duktalni karcinom
- infiltrirajući lobularni karcinom
- medularni karcinom
- mucinozni karcinom
- Pagetova bolest
- tubularni karcinom
- adenoidno - cistični karcinom
- papilarni karcinom
- sekretorni karcinom
- apokrini karcinom
- miješani oblici karcinoma

## Uzroci i rizici
Etiologija raka dojke nije poznata. Jedan od glavnih čimbenika rizika je nasljednost, a dva gena odgovorna za nasljedni rak dojke (otkriveni 1994. i 1995. g.) nazvani su Breast Cancer 1 i Breast Cancer 2, odnosno BRCA-1 i BRCA-2. Ženama koje naslijede poremećaj prijeti velika opasnost da obole, prema nekim stručnjacima i do 80 %. Mutacije BRCA-1 ujedno povećavaju i rizik od raka jajnika. Kod više od polovice žena bolest se pojavi do pedesete godine, a kod nekih čak u tridesetima. Gene može prenijeti bilo koji roditelj i vjerojatnost da ih djeca naslijede je 50:50. Rizične skupine su: 
- žene u čijim je obiteljima druga srodna ženska osoba već bolovala od raka dojke (majka, sestra)
- nerotkinje i one koje su rodile nakon 35. godine
- žene s produženom menstrualnom aktivnošću (kojima je menstruacija nastupila prije 12. godine i koje imaju menstruaciju trideset i više godina)
- žene kojima je zbog karcinoma već operirana dojka imaju 4 do 5 puta veći rizik od razvoja karcinoma u drugoj dojci
- žene s benignim proliferativnim bolestima dojke
- žene koje su imale udarac u dojku (tjelesna trauma)

U čimbenike rizika spadaju i oni na koje možemo djelomično sami utjecati poput višeg društveno-ekonomskog statusa, učestali stresovi, prekomjerna tjelesna težina, prehrana s mnogo masnoća i proteina, alkoholizam (već samo svakodnevno pijenje pola čaše vina povećava rizik od obolijevanja za 6 %), pušenje, ionizirajuće zračenje (posebice u pubertetu), utjecaj okoliša.

## Simptomi
Rak dojke je u početnom stadiju obično bezbolan i asimptomatičan. Osobitu pažnju treba obratiti na:
- pojavu kvržice (čvora), a koja ne boli, čvrsta je ili tvrda, nije pomična i ima nepravilne rubove (koju više od 80 % pacijentica otkrije samopregledom)
- otvrdnuća ili tvrda mjesta na dojci
- novonastale promjene u veličini i obliku dojke (usporedba jedne prema drugoj)
- novonastalo različito ponašanje dojki prilikom podizanja ruke ili bolovi koji nisu povezani s početkom mjesečnice
- zadebljanje ili izbočenje jedne dojke
- iznenada nastalo crvenilo jedne dojke koje ne nestaje ili koža dojke postaje plavičaste boje
- uvlačenje kože ili koža poprima izgled narančine kore (zadebljana koža s uvučenim mjestima)
- promjene na koži bradavice
- iscjedak iz bradavice koji može biti vodenasti, gnojni ili sukrvavi, jantarnožuti, svjetlocrveni i smeđecrveni (u 3-5 % slučajeva radi se o raku u izlaznim kanalima)
- svrbež i pečenje uz ekcematozne promjene na koži u okolini bradavice
- malaksalost nepoznatog uzroka
- neobjašnjive bolove u kostima

Da bi rak narastao do kvržice čiji je promjer 1 cm treba mu šest godina, a takav se smatra izlječivim, jer u 99 % slučajeva nema metastaza (nije se proširio u ostale dijelove tijela).

## Dijagnostičke metode

### Samopregled dojki
Nakon 25. godine života sve bi žene jednom mjesečno trebale pregledati dojke i to neposredno poslije mjesečnice, odnosno od petog do desetog dana ciklusa. 
- Treba stati ispred zrcala, ruke ispružiti niz tijelo, a zatim ih podignuti. Provjeriti da li su dojke simetrične i bez udubljenja ili promjena na koži bradavica.
- Nježno pritisnuti bradavice i provjeriti da li izlazi kakav iscjedak.
- Leći na leđa, ispod lijevog ramena staviti jastuk, a lijevu ruku ispod glave. Ispruženim prstima desne ruke kružnim pokretima opipati unutarnju polovicu lijeve dojke, pokretima odozgo prema dolje i od vanjske strane prema sredini.
- Lijevu ruku zatim ispružiti uz bok, pa pregledati vanjsku polovicu dojke, pokretima odozdo prema sredini.

Na isti način pregledati desnu dojku.
Samopregled dojki je dobra navika, ali treba i redovito obavljati stručne preglede, čiju će učestalost odrediti liječnik specijalist.

### Klinički pregled i palpacija dojki
Najvažnija dijagnostička metoda, koja podrazumijeva uzimanje obiteljske anamneze i detaljnu palpaciju obiju dojki i pazušnih jama u različitim položajima od strane iskusnog specijalista.

### Ultrazvučni pregled
Ultrazvučna pretraga dojki se najčešće koristi kod mladih žena, koje imaju više žljezdanog tkiva. Ultrazvukom dojki može se rano otkriti prisustvo kvržica (da li je riječ o cisti ili tumoru). Ako je potrebno, u slučaju sumnjive kvržice, pomoću vrlo tanke igle može se učiniti ciljana punkcija i citološki pregled. Pretraga se izvodi ambulantno, nije bolna, niti su moguće komplikacije.

### Mamografija
Mamografija je točna i sigurna rendgenološka pretraga (danas se koristi samo pedeseti dio doze zračenja potrebne u početku) kojom se otkrivaju tumori i druge promjene, premalene da bi se mogle napipati. Mamografski pregled u većini slučajeva nije bolan. U mladih žena žljezdano tkivo zauzima gotovo cijelu dojku i mamografska slika je prilično nejasna, stoga je uobičajeno da nema razloga (osim iznimno) snimati dojke žena mlađih od 35 godina. Prvu mamografiju tzv. bazični (inicijalni) mamogram savjetuje se napraviti ženama između 38. i 40. godine, a zatim ženama starijim od 40 godina jednom godišnje. U žena u dobi od 50-69 godina preporuka je mamografiju napraviti minimalno jednom u dvije godine.  Mamografija obuhvaća dvije snimke dojke uz maksimalno stlačivanje dojki (pritiskom na dojku kompresijskom pločom), snimku dojke sprijeda te s njezine bočne strane, koje prikazuju njezinu građu i sumnjiva mjesta. Unatoč nezamjenjivosti mamografije u ranom otkrivanju i najmanjih karcinoma, važno je naglasiti da se mamografijom ne može prikazati 15-20 % karcinoma dojki, osobito kad se radi o dojkama s gustom žljezdanom strukturom. U Hrvatskoj se radi dogovora za mamografiju treba javiti svom izabranom liječniku obiteljske medicine ili ginekologu.
Kod suspektnih nalaza dijagnostika se proširuje na aspiraciju i citološku analizu dobivene tekućine, kao i biopsiju, te histološki pregled dobivenog tkiva, kao i pregledi radi isključenja diseminacije bolesti (RTG pluća, UZ jetre, RTG kralježnice, zdjelice, kraniogram). Kao pomoćna metoda u dijagnosticiranju raka pomaže i mjerenje tumorskih markera. Tumorski marker CA 15-3 dobro prati širenje karcinoma dojke, ali zbog slabe osjetljivosti ne pomaže u ranom otkrivanju raka dojke. Detaljnije pretrage koje se koriste samo rijetko su magnetska rezonancija  (MR), računalna tomografija (CT) i scintigrafija.

## Klasifikacija raka dojke
Nakon obrade, a prije terapijskog postupka, bolest je potrebno klasificirati prema TNM (tumor, limfni čvorovi, metastaze) sustavu i pacijenticu razvrstati prema stadiju bolesti.

#### Klinička TNM klasifikacija
- T: primarni tumor
  - Tx: primarni tumor ne može se odrediti
  - T0: ne može se dokazati primarni tumor
  - TiS: Carcinoma in situ, neinvanzivni tumor i manji od 0,1 cm
  - T1: tumor dojke promjera manjeg ili jednakog 2 cm
    - T1mic: mikroinvazija 0,1 cm ili manja
    - T1a: tumor veći od 0,1 cm, a manji ili jednak 0,5 cm
    - T1b: tumor veći od 0,5 cm, a manji ili jednak 1 cm
    - T1c: tumor veći od 1 cm, a manji ili jednak 2 cm

  - T2: tumor dojke promjera većeg od 2 cm, a manjeg ili jednakog 5 cm
  - T3: tumor dojke promjera većeg od 5 cm
  - T4: tumor dojke bilo koje veličine s izravnom proširenošću na torakalnu stijenku ili kožu
    - T4a: proširenost na torakalnu stijenku
    - T4b: edem kože (uključujući peau d'orange) ili ulceraciju na koži dojke ili satelitski kožni čvorovi ograničeni na istu dojku
    - T4c: oboje (T4a i T4b)
    - T4d: upalni karcinom
- N regionalni (ipsilateralni) limfni čvorovi
  - Nx: postojanje metastaza u regionalnim limfnim čvorovima nije moguće odrediti
  - N0: bez metastaza u regionalnim limfnim čvorovima
  - N1: metastaze u pomičnim aksilarnim limfnim čvorovima
  - N2: metastaze u aksilarnim limfnim čvorovima su međusobno ili u odnosu na okolinu fiksirane
  - N3: metastaze u unutrašnjim mamarnim limfnim čvorovima
- M udaljene metastaze
  - M0: bez udaljenih metastaza u drugim organima
  - M1: prisutne udaljene metastaze, najčešće u kostima, plućima, jetri ili mozgu

#### Razvrstavanje u stadije bolesti
- Stadij 0: Tis
- Stadij I: T1,N0,M0
- Stadij IIA: T0-1,N1,M0 ili T2,N0,M0
- Stadij IIB: T2,N1,M0 ili T3,N0,M0
- Stadij IIIA: T3,N1,M0 ili T0-3,N2,M0
- Stadij IIIB: T4, bilo koji N,M0
- Stadij IIIC: bilo koji T,N3,M0
- Stadij IV: bilo koji T, bilo koji N,M1

## Terapija raka dojke
Liječenje i prognoza raka dojke određuju se i opisuju s obzirom na dobivene stadije, uznapredovalost malignog procesa i opće stanje organizma. Brojna znanstvena istraživanja posljednjih dvadesetak godina doprinijela su sve ranijem otkrivanju zloćudnih promjena na dojci i s time promijenila i način liječenja raka dojke. Tako se uz kirurško liječenje sve češće koristi radioterapija, kemoterapija, hormonsko liječenje i imunoterapija.

### Operativni zahvat
Ako je rak otkriven na samom početku kada je kvržica manja od 1 cm, ako je moguće odstraniti sve tumorsko tkivo, ako tumor nije fiksiran na kožu ili duboke strukture, ako nije metastazirao izvan limfnih čvorova aksile,  ovisno o pokretljivosti tumora prema prsnim mišićima ili ako je dojka tako velika da nakon što se tumor odstrani ostane tri četvrtine dojke, radi se poštedna operacija, modificirana radikalna mastektomija. Uklanja se samo bolesno tkivo (tumor), okolni parenhim i najbliži limfni čvor, koji se šalje na analizu.
Rekonstrukcija dojke nakon mastektomije i poštedne operacije ima vrlo veliki utjecaj na psihičko stanje i oporavak bolesnice, moguće ju je učiniti istodobno s mastektomijom, tj. poštednim kirurškim zahvatom ili naknadno, pomoću implantata ili mišićno-kožnog režnja.
Najčešće komplikacije nakon kirurške terapije jesu popuštanje šava i edem ruke nakon disekcije aksile, koji može prerasti i u tromboflebitis.

### Radioterapija
Uz radioterapiju je često omogućeno poštedno kirurško liječenje s boljim kozmetičkim rezultatom i istom lokalnom kontrolom bolesti kao nakon mastektomije. Radioterapiju bi trebalo započeti 6 tjedana, a najkasnije do 12 tjedana, nakon operativnog zahvata. 
Dojka se zrači telekobaltom ili X-zrakama linearnog akceleratora, čija je energija prilagođena debljini tkiva koje se zrači, a zbog blizine pluća i srca, zračenje se mora svesti na najmanju moguću mjeru i stoga je radioterapija vrlo složen postupak.
Uobičajena preporučena tumorska doza koja se aplicira na cijelu dojku, tangencijalnim poljima iznosi 45 do 50 Gy, a raspodijeljena je u 22 do 25 frakcija zračenja tijekom 4,5 do 5 tjedana s ili bez boosta (dodatne doze zračenja).
Radioterapija nakon poštednog kirurškog liječenja, obuhvaća osim preostale dojke i područja regionalnih limfnih čvorova, ako je patohistološki nalaz diseciranih (lat. dissectio; dissecare: rasijecati) čvorova bio pozitivan.
Najčešća komplikacije kod radioterapije je radiodermatitis, a kod bolesnica kod kojih je proveden poštedni kirurški zahvat, može se pojaviti fibroza dojke, mastitis ili miozitis sa serijskim prijelomom rebara.

### Kemoterapija
Kod nekih tumora kemoterapija ima važnu ulogu u liječenju ili ublažava simptome i produljuje preživljavanje. Koliko dugo treba uzimati kemoterapiju ovisi o njezinoj vrsti, tako se razlikuju: 
- Adjuvantna terapija -oblik sistemnog liječenja nakon lokalnog (koji je najčešće kirurška operacija), a cilj je iskorijeniti mikrometastatska žarišta bolesti)
- Neoadjuvantna terapija - ili primarna kemoterapija, kojom se nastoji postići smanjenje tumorske mase, kako bi kirurški zahvat bio manji, a obično se primjenjuje u nekoliko ciklusa
- Palijativna terapija- njezin je cilj produljenje života, odnosno smanjenje simptoma bolesti. Nastoji se postići potpuna ili djelomična remisija bolesti (nestanak bolesti ili značajno smanjenje tumorske mase) i obično se primjenjuje dok god postoji terapijski odgovor.

Najčešći kemoterapijski protokol:
- CMF: Ciklofosfamid, Metotrexat i 5-Fluorouracil

Ciklus se ponavlja svaka tri tjedna. Postoji i klasični CMF protokol, koriste se kao adjuvantna terapija, te za metastatsku i recidivnu bolest.
- FAC: Ciklofosfamid, Doxorubicin i 5-Fluorouracil.

Ciklus se ponavlja svaka tri tjedna. Koristi se kao adjuvantna terapija N+ i visoko rizičnog N- raka dojke, te u terapiji recidivne i metastatske bolesti.
- FEC: Ciklofosfamid, Epirubicin i 5-Fluorouracil.

Ciklus se ponavlja svaka tri tjedna i koristi se kao adjuvantna terapija N+ bolesnika.
- AC s paclitaxelom: Doxorubicin i Ciklofosfamid

Ciklus se ponavlja svaka tri tjedna od ukupno četiri ciklusa, nakon kojih slijedi Paclitaxel. Ciklus se ponavlja svaka tri tjedna do ukupno četiri ciklusa i koristi se kao adjuvantna terapija u visoko rizičnih N+ i ER- tumora.

### Hormonsko liječenje i imunoterapija
- Antiestrogeni

Tamoxifen - palijativna terapija kod postmenopauzalnih bolesnica
Raloxifen
- Inhibitori aromataze - terapija za uznapredovali rak dojke u postmenopauzalnih bolesnica kod progresije bolesti uz antiestrogen

Anastrazol
Letrazol
- Progestini - palijativna terapija kod uznapredovalog raka dojke, najčešće nakon neuspjele terapije Tamoxifenom.

Magestrol acetat
Medroxyprogesteron acetat.
- Ciljana terapija

U nekih pacijentica kod kojih je indicirano, koristi se monoklonalno antitijelo Transtuzumab (Herceptin ®).

## Vanjske poveznice
- Hrvatsko senološko društvo  Arhivirana inačica izvorne stranice od 8. travnja 2006. (Wayback Machine)
- Hrvatski časopis za javno zdravstvo: Rak dojke u Hrvatskoj – kako stojimo i što očekujemo?[neaktivna poveznica]
- Nacionalni program ranog otkrivanja raka dojke

|  | Molimo pročitajte upozorenje o korištenju medicinskih informacija. Ne provodite liječenje bez savjetovanja s liječnikom! |